# Tewea
Tewea (Technisch Wetenschappelijke Apparatenfabriek) te Amsterdam is een Nederlands voormalig bedrijf dat onder meer antennes vervaardigde.
Het bedrijf werd in 1964 door Philips overgenomen. In 1968 begon Philips met de overheveling van de productie vanuit Amsterdam naar de vestiging te Leiden onder de naam Philips EDS (Elektronische Distributie Systemen) waarna in 1972 Tewea werd gesloten.